# Gustav Lundbäck
Gustav Lundbäck, född 27 mars 1993, är en svensk alpin skidåkare som ingick i det svenska lag som vann bronsmedalj i lagtävlingen vid världsmästerskapen i alpin skidsport 2017. Lundbäck var reserv och tävlade inte men tilldelades medalj.